# Горцано (Асти)
Горцано је насеље у Италији у округу Асти, региону Пијемонт.
Према процени из 2011. у насељу је живело 353 становника. Насеље се налази на надморској висини од 202 м.